# Sparsbach
Sparsbach – miejscowość i gmina we Francji, w regionie Grand Est, w departamencie Dolny Ren.
Według danych na rok 1990 gminę zamieszkiwały 152 osoby, a gęstość zaludnienia wynosiła 11 osób/km² (wśród 903 gmin Alzacji Sparsbach plasuje się na 689. miejscu pod względem liczby ludności, natomiast pod względem powierzchni na miejscu 151.).